# Schmalstede
Schmalstede är en kommun och ort i Kreis Rendsburg-Eckernförde i förbundslandet Schleswig-Holstein i Tyskland.
Kommunen ingår i kommunalförbundet Amt Bordesholm tillsammans med ytterligare 13 kommuner.